# Bayog
Bayog é um município de  terceira classe de renda municipal (d) na província Zamboanga do Sul, nas Filipinas. De acordo com o censo de 1 de maio  de  2020 possui uma população de 34 519 pessoas e 7 633 domicílios.